# Billy Sprowls
William Francis „Billy“ Sprowls (* 14. Mai 1936 in Mexiko-Stadt; † 31. Juli 2024) war ein mexikanischer Autorennfahrer. 

## Karriere als Rennfahrer
Billy Sprowls begann seine Karriere Ende der 1950er-Jahre und wurde zu einem der bekanntesten und erfolgreichsten Tourenwagenpiloten seines Heimatlandes. Der Generation der beiden Rodríguez-Brüder Ricardo und Pedro angehörend, war er zuerst Mechaniker und Beifahrer von Paco Díaz und wurde später Werksfahrer bei Chrysler Mexiko. Auf einem Dodge Dart gewann er mehrere mexikanische Tourenwagen-Meisterschaften.
In den 1970er-Jahren war Sprowls auch im internationalen Langstreckensport aktiv. Er bestritt das 12-Stunden-Rennen von Sebring und 24-Stunden-Rennen von Le Mans. Seinen größten Erfolg feierte er beim 24-Stunden-Rennen von Daytona 1975, als er gemeinsam mit Michael Keyser und Andrés Contreras auf einem Porsche 911 Carrera RSR hinter Peter Gregg und Hurley Haywood Gesamtzweiter wurde.
Er starb im Juli 2024.

## Statistik

### Le-Mans-Ergebnisse
| Jahr | Team                       | Fahrzeug                | Teamkollege         | Teamkollege           | Teamkollege | Platzierung | Ausfallgrund |
| ---- | -------------------------- | ----------------------- | ------------------- | --------------------- | ----------- | ----------- | ------------ |
| 1975 | Jägermeister Kremer Racing | Porsche 911 Carrera RSR | Juan Carlos Bolaños | Andres Contreras      |             | Rang 9      |              |
| 1976 | Porsche Kremer Racing      | Porsche 935             | Juan Carlos Bolaños | Eduardo Lopez Negrete | Hans Heyer  | Ausfall     | Wagenbrand   |
| 1982 | Edgar Dören                | Porsche 935K3           | Edgar Dören         | Andres Contreras      |             | Ausfall     | kein Benzin  |

### Sebring-Ergebnisse
| Jahr | Team                   | Fahrzeug            | Teamkollege         | Teamkollege           | Platzierung | Ausfallgrund |
| ---- | ---------------------- | ------------------- | ------------------- | --------------------- | ----------- | ------------ |
| 1975 | Toad Hall Motor Racing | Porsche Carrera RSR | Michael Keyser      | Andres Contreras      | Ausfall     | Unfall       |
| 1976 | Adams Apple            | Porsche Carrera RSR | Juan Carlos Bolaños | Eduardo Lopez Negrete | Rang 11     |              |